# حكاية سعدية (مسلسل)
حكاية سعدية هو مسلسل يمني من إنتاج التلفزيون اليمني 1994م، وتأليف وإخراج علي علي المبنن. تناول قضية حق المرأة في الميراث أُنتِج عام 1994م.

## بطولة
- محمود خليل
- مديحة الحيدري
- نبيل حزام
- يحيى إبراهيم
- زهرة طالب
- نجيبة عبد الله
- جمال غيلان
- صفوت الغشم
- عبدالكريم الاشموري